# Aigen (Gemeinde Kematen)
Aigen (auch Neu-Aigen) ist ein Ort in der Marktgemeinde Kematen an der Ybbs im Bezirk Amstetten in Niederösterreich.

## Geografie
Aigen liegt im Norden der Katastralgemeinde Niederhausleiten an der Grenze zur Katastralgemeinde Aschbach-Dorf und wird von einer Nebenstraße erschlossen, die Hausleiten mit Aschbach-Dorf verbindet. Die unweit der Url befindliche Lage umfasst heute 3 Adressen (Stand: 1. April 2020).

## Geschichte
Bereits im Jahr 1822 wurde Aigen als Dorf mit drei Häusern erwähnt, das nach Aschbach-Markt eingepfarrt war und wohin auch die Kinder eingeschult wurden. Die Herrschaft Waidhofen an der Ybbs besaß die Ortsobrigkeit und übte auch die Landgerichtsbarkeit aus. Die Konskription wurde von der Herrschaft Aschbach besorgt. Auch der Franziszeische Kataster von 1822 zeigt Aigen mit drei Anwesen beiderseites der Straße.